# Каролина Баденская
Фридерика Каролина Вильгельмина Баденская (нем. Friederike Karoline (Caroline) Wilhelmine von Baden; 13 июля 1776, Карлсруэ — 13 ноября 1841, Мюнхен) — принцесса Баденская, курфюрстина Баварская, впоследствии первая королева Баварии, супруга короля Максимилиана I. Старшая сестра русской императрицы Елизаветы Алексеевны и королевы Швеции Фредерики. Бабушка австрийского императора Франца Иосифа I и императрицы Елизаветы Баварской.

## Биография
Каролина родилась 13 июля 1776 года в семье Карла Людвига Баденского и Амалии Гессен-Дармштадтской. Сестра-двойняшка Амалии Баденской.
Принцесса рассматривалась в качестве невесты герцога Энгиенского, французского принца крови, но из-за политических проблем её семья отказалась от этого брака. 9 марта 1797 года Каролина стала второй женой курфюрста Пфальц-Цвайбрюккенского Максимилиана Баварского.
В 1806 году прекратила существование Священная Римская империя. Супруг Каролины получил титул короля Баварии. Каролина же стала королевой-консорт. Королеве Каролине было разрешено остаться в протестантской религии и посещать свою церковь, что было единственным случаем для королев Баварии. Своим дочерям Каролина пыталась привить чувство долга и ответственности.
Каролина умерла 13 ноября 1841 года, пережив супруга на шестнадцать лет. По причине того, что королева исповедовала протестантскую религию, похороны были очень скромными.

## Дети
- сын (1799)
- Максимилиан (1800—1803);
- Елизавета (1801—1873), в 1823 году вышла замуж за короля Пруссии Фридриха Вильгельма IV;
- Амалия (1801—1877), в 1822 году вышла замуж за короля Саксонии Иоганна;
- Мария (1805—1877), в 1833 году вышла замуж за короля Саксонии Фридриха Августа II;
- София (1805—1872), в 1824 году вышла замуж за Франца Карла Австрийского;
- Людовика (1808—1892), в 1828 году вышла замуж за герцога Максимилиана Виттельсбаха.
- Максимилиана (1810—1821).